# The Red Envelope
The Red Envelope (ซองแดงแต่งผี) é um filme de comédia de ação e fantasia tailandês de 2025 dirigido por Chayanop Boonprakob (Moo) e estrelado por por Putthipong Assaratanakul (Billkin) e Krit Amnuaydechkorn (PP). O filme é uma adaptação do filme taiwanês Marry My Dead Body (2023) e foi lançado nos cinemas tailandeses em 20 de março de 2025.

## Enredo
Quando Menn (Billkin Putthipong), um assaltante hétero que virou espião da polícia, acidentalmente pega um misterioso envelope vermelho, ele se vê preso a um contrato sobrenatural que o obriga a se casar com um fantasma. O destino lhe prega uma peça ainda mais cruel: sua "esposa" não está apenas morta, mas também um homem gay fofo e assumidamente progressista chamado Titi (PP Krit).
Menn precisa ajudar Titi a descobrir a verdade por trás do acidente que tirou a vida de Titi para que ele possa finalmente descansar em paz e deixar Menn em paz. Todas as pistas acabam levando a um caso de tráfico de drogas que Menn e Goi (Goy Arachaporn), uma policial mais velha por quem Menn tem uma queda, estão investigando. Acreditando que resolver este caso beneficiará sua carreira e vida amorosa, Menn assume esta missão atípica para ajudar Titi, levando a um vínculo improvável entre os vivos e os mortos, um homem gay e um homem hétero.

## Elenco
- Putthipong Assaratanakul (Billkin) como Menn
- Krit Amnuaydechkorn (PP) como Titi
- Arachaporn Pokinpakorn (Goy) como Goi
- Piyamas Maneeyakul (Pu) como Avó de Titi
- Jaturong Mokjok como Jo
- Rusameekae Fagerlund (James) como Rambo
- Jarnnawut Jarnyaharn (Eddy) como Chat, inspetor
- Anna Chuancheun
- Tanawat Cheawaram (Ballchon)
- Khunnarong Pratesrat (Krating) como Din
- Jirayu Tangsrisuk (James) como ele mesmo
- Chantavit Dhanasevi (Ter) como policial de trânsito
- Sukhapat Lohwacharin (Suam) como motorista bêbado
- Lilly McGrath